# Pleopis polyphemoides
Pleopis polyphemoides är en kräftdjursart som först beskrevs av R. Leuckart 1859.  Pleopis polyphemoides ingår i släktet Pleopis, och familjen Podonidae. Arten är reproducerande i Sverige.